# Палавандишвили, Бежан Ильич
Бежан Ильич Палавандишвили (25 февраля 1917, село Чакви, Батумская область — неизвестно, Грузинская ССР) — главный агроном отдела сельского хозяйства Хулойского района, Аджарская АССР, Грузинская ССР. Герой Социалистического Труда (1949).

## Биография
Родился в 1917 году в крестьянской семье в селе Чакви Батумской области. С раннего возраста трудился в сельском хозяйстве. В последующем окончил сельскохозяйственный институт, после призван в Красной Армии по мобилизации в августе 1941 года. Участвовал в Великой Отечественной войне. Воевал в составе 662-го стрелкового полка 406-й стрелковой дивизии на Закавказском фронте. В августе 1946 года демобилизовался и возвратился на родину.
С 1947 года — главный агроном отдела сельского хозяйства Хулойского района. В 1948 году обеспечил перевыполнение в целом по району планового сбора табака на 22,6 %. Указом Президиума Верховного Совета СССР от 3 мая 1949 года удостоен звания Героя Социалистического Труда за «получение высоких урожаев кукурузы и табака в 1948 году» с вручением ордена Ленина и золотой медали «Серп и Молот» (№ 3527).
Этим же указом званием Героя Социалистического Труда были награждены первый секретарь Хулойского райкома партии Владимир Семёнович Трапаидзе, председатель Хулойского райисполкома Леван Михайлович Давитадзе и заведующий отделом сельского хозяйства Шалва Константинович Чхаидзе.
В последующем возглавлял отделом сельского хозяйства Хулойского района, затем — занимался преподавательской деятельностью.
Дата смерти не установлена (после марта 1985 года).
Награды
- Герой Социалистического Труда
- Орден Ленина
- Орден Отечественной войны 1 степени (11.03.1985)
- Орден «Знак Почёта» (02.04.1966)